# Montepulciano
Montepulciano er en by og comune i provinsen Siena i regionen Toscana, Italien. Den har 13.274(2023) indbyggere. Den ligger på en 605 m høj kalkstensbakke omkring 13 km øst for Pienza, og 70 km sydøst for Siena, 124 sydøst for Firenze og 186 km nord for Rom. Byen har mange velbevarede middelalder- og renæssancebygninger
Montepulciano er en stor producent af mad og drikkevarer. Den er kendt for sit svinekød, ost, "pici" pasta, linser og honning. Mange kendere og vinentusiaster betragter områdets Vino Nobile, som ikke skal forveksles med den sammensatte vin fermstillet af
montepulcianodruer, blandt Italiens bedste.